# Antillai rigó
Az antillai rigó (Turdus lherminieri) a madarak osztályának verébalakúak (Passeriformes) rendjébe és a rigófélék (Turdidae) családjába tartozó  faj.

## Rendszerezése
A fajt Frédéric de Lafresnaye francia ornitológus írta le 1844-ben. Sorolták a Cichlherminia nembe, egyetlen fajként Cichlherminia lherminieri néven is.

## Alfajai
- Turdus lherminieri dominicensis (Lawrence, 1880) - Dominikai Közösség
- Turdus lherminieri lherminieri (Lafresnaye, 1844) - Guadeloupe
- Turdus lherminieri montserrati (Zuccon, 2011) -  Montserrat
- Turdus lherminieri sanctaeluciae (P. L. Sclater, 1880) - Saint Lucia [2]

## Előfordulása
A Kis-Antillákhoz tartozó Dominikai Közösség, Guadeloupe, Montserrat és Saint Lucia területén honos. Természetes élőhelyei a szubtrópusi és trópusi hegyi esőerdők. Állandó, nem vonuló faj.

## Megjelenése
Testhossza 30 centiméter.

## Természetvédelmi helyzete
Az elterjedési területe elég kicsi és szétapródozott, egyedszáma még nagy, de csökken. Fakivágások, vulkánok és behurcolt betegségek veszélyeztetik. A Természetvédelmi Világszövetség Vörös listáján sebezhető fajként szerepel.